# انفجار أشعة غاما 060218

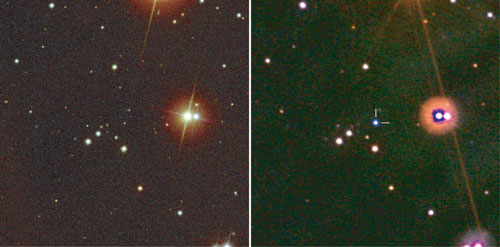

انفجار اشعة غاما  في علم الفلك (بالإنجليزية: GRB 060218 أو SN 2006aj)‏ هو انفجار نجم مصحوبا بإصدار شديد لأشعة غاما الشديدة النفاذية، فطاقتها أعلى من الأشعة السينية. وقد اختص هدا الانفجار بخواص فريدة لم تُشاهد من قبل.
ويتكون الاسم الإنجليزي لهاذا الانفجار من جزئين: Gamma-ray burst (باختصار GRB
)، والجزء الثاني تاريخ رؤية الانفجار وهو 18/02/2006.
وفد اكتشف مرصد سويفت الفضائي هذا الانفجار الذي حدث في كوكبة الحمل Aries. وقد استغرق الانفجار نحو 2,000 ثانية ويقع مركزه في أحد المجرات تبعد عن مجرتنا، مجرة درب التبانة نحو 440 مليون سنة ضوئية ويعتبر قريبا من الأرض بالمقارنة بانفجارات النجوم المسجلة الأخرى. وبرغم قربه النسبي لنا لقد كانت شدة سطوعه أو لمعانه ضعيفة إلى حد ما.
وفي فبراير عام 2006 لم تكن تلك الأحداث مفهومة لدى العلماء. وسجل لانفجار أشعة غاما وهج لاحق (Afterglow) ويعتقد بعض العلماء أنه مستعر أعظم وأطلق عليه البعض التسمية (SN 2006aj)
كمستعر أعظم، وقد يكون لا زال نشطًا.

## الاكتشاف
وقد أجريت الاختبارات لتفسير الأنفجار أربعة مجموعات من العلماء يعلون تحت رعاية سيرجيو كامبانا، وهم : إلينا بيان، أليسيا سودربرج، وباولو ما زالي، وسرجيو كامبانا نفسه. وقدموا نتائج أبحاثهم في مجلة «ناتشر» العلمية بتاريخ 31 أعسطس عام 2006.
ووجدوا آنذاك ما يوصف بقرابة بين مستعر أعظم وانفجار أشعة غاما، حيث ظهر GRB 060218 بمعالم من صفاتهما. ويعتقد أن كتلة النجم المنفجر قد قاربت الحد الذي يسمح بحدوث مستعر أعظم يتبقى منه ثقبا أبيضا أو نجما نيوترونيا، وذلك الحد الذي تحدده النظرية يبلغ نحو 20 كتلة شمسية.

## المواصفات
- نوع مستعر أعظم : غير معروف
- المجرة العائلة: SDSS J032139.68+165201.7
- انزياح أحمر = 0.03342
- كوكبة = الحمل
- مطلع مستقيم =03h 21m 39.71s
- الميل = +16° 52′ 02.6″
- gal = 166.9257 -32.8802
- التاريخ : 18 فبراير 2006
- قدر ظاهري = 17.8
- المسافة = 440,000,000 سنة ضوئية
- اصل النجم = غير معروف

## اقرأ أيضًا
- انفجار أشعة جاما 221009  - أشد انفجار بواقع يوليو 2023

## وصلات خارجية
- http://www.spaceref.com/news/viewpr.html?pid=19106
- http://www.space.com/scienceastronomy/060223_explosion.html
- http://skyandtelescope.com/news/article_1683_1.asp
- http://www.newscientistspace.com/article/dn8776.html
- http://sabbe.fragzone.se/KPO/grb060218.htm
- YahooNews
- Finder Charts for GRB 060218 shows the area of the sky prior to the incident.
- More ناسا observational reports at the Burst Information (Current and Archives)
- Simbad
- Image SN 2006aj

## اقرأ أيضًا
- انفجار أشعة غاما 090429B
- مصدر أشعة إكس فائق التألق
- انفجار أشعة غاما 050904
- انفجار أشعة غاما 090423
- انفجار أشعة غاما 970228
- مجرة إهليجية
- مجرة حلزونية
- مستعر أعظم SN 2005ap
- مجرة
- قزم أبيض
- عملاق أحمر
- الانفجار العظيم
- خط زمني للانفجار العظيم
- نجم نيوتروني
- ثقب أسود
- انفجار أشعة غاما 080319ب
- انفجار أشعة غاما 980425
- قائمة انفجارات أشعة غاما

## وصلات خارجية
- موقع «الكون» في الإنترنت